# Kinkiet
Kinkiet (z franc. quinquet) – lampa lub świecznik o specjalnej konstrukcji, umożliwiającej wieszanie jej na ścianie; lampa z wypolerowaną tarczą metalową albo lustrzaną, odbijająca światło, zwłaszcza służąca do oświetlenia sceny teatralnej. Pierwotnie: stojąca lampa olejna o palniku umieszczonym obok zbiornika paliwa (a nie nad nim).
Stojące lampy kinkiety w niewiele zmienionej formie były podstawowym źródłem oświetlenia aż do czasu wprowadzenia lamp naftowych. Natomiast po debiucie w paryskich teatrach w latach 80. XVIII w. wiszący kinkiet bardzo szybko wszedł do salonów, korytarzy, foyer itp. pomieszczeń. Okazał się idealnym elementem do budowy nastroju w hotelach, restauracjach i kawiarniach. Odblaskowa tarcza wykonana z metalu lub lustra oraz specjalne klosze, rozpraszające światło, dają bardzo ciekawe efekty wizualne, zwłaszcza we wnętrzach o niskim stropie. Jednocześnie stał się istotnym elementem dekoracyjnym dużych, nieumeblowanych wnętrz.

## Etymologia
Francuskie quinquet oznacza lampkę oliwną albo olejną (a także znaczy: oko, ślepie, gała). Nazwa pochodzi od nazwiska paryskiego aptekarza Antoine'a Quinqueta, który udoskonalił lampę olejową do latarń morskich wynalezioną w 1782 r. przez szwajcarskiego fizyka Amiego Arganda (zob. palnik Arganda), dodając znany nam do dziś szklany kominek oraz dostosowując ją do zawieszania na ścianie.